# Kachenet (I.)

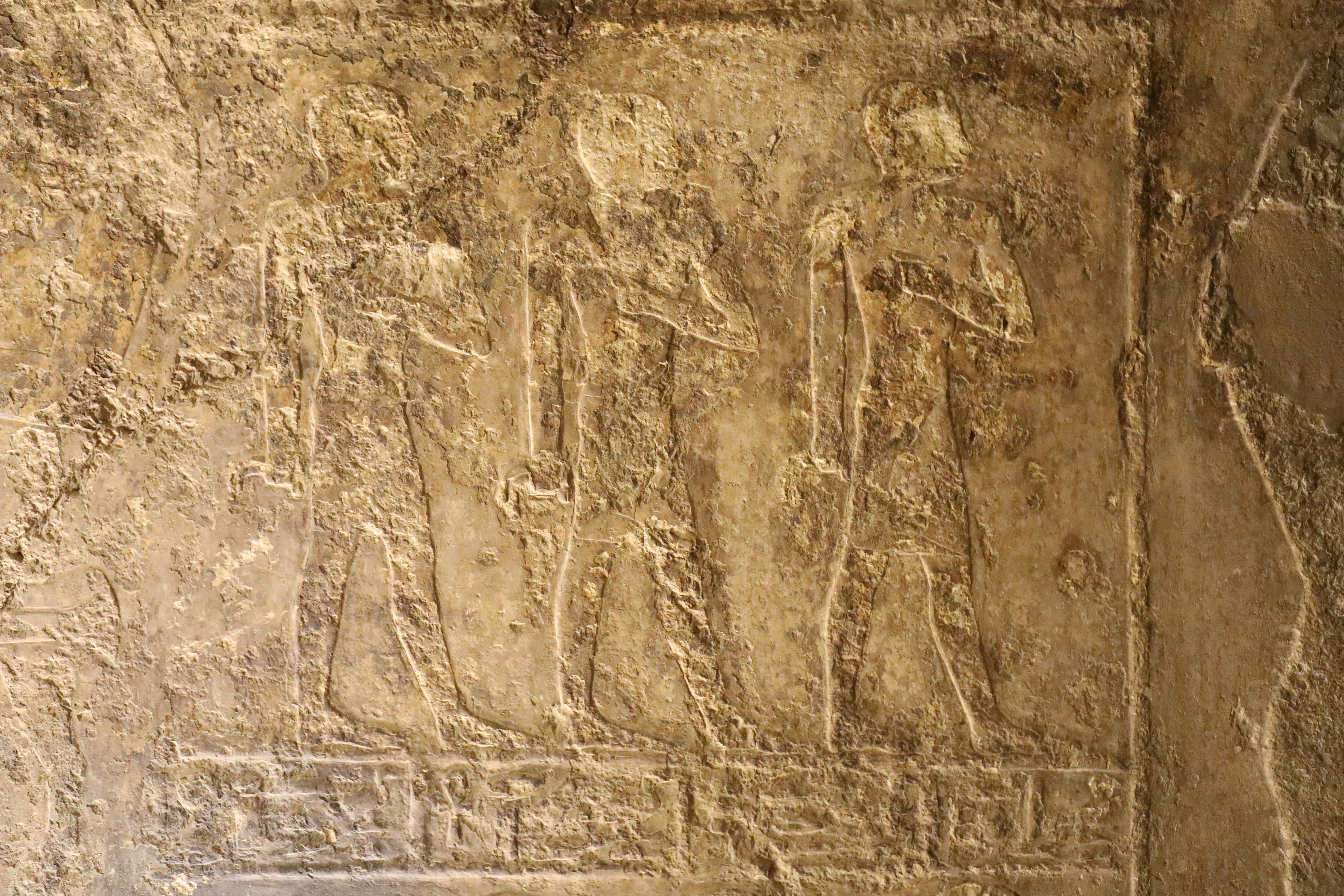
Relief aus dem Grab des Kachenet (I.)

Kachenet (I.) war ein altägyptischer Beamter vom Anfang der 5. Dynastie (um 2600 v. Chr.). Er ist vor allem von seinem Felsengrab (Nummer A3) in Hemamieh bekannt. Es gehört zu den frühesten Anlagen dieser Art aus dem Alten Ägypten in der Provinz. Im Verlauf der weiteren 5. Dynastie und in späterer Zeit wurde dieser Grabtyp in der Provinz zum vorherrschenden Typ unter den Beamten, die sich solche Anlagen leisten konnten.
Kachenet trug eine Reihe von Titeln, darunter Vorsteher des Palastes (ḫrp-ˁḥ), Vorsteher der Aufträge, Vorsteher der Phylen von Oberägypten, Vorsteher der Königsleute und Leiter des Schlangengaues (sšm-t3-w3ḏjt). Er war demnach Gauverwalter. Seine Gemahlin hieß Chentikaues und war Königsbekannte und Priesterin der Hathor. Als Kinder erscheinen im Grab die Töchter Jufi, Meresanch, Hetepheres, Cheredet und die Söhne Iunka, Sechemka und Kachenet. Der letztere ist vielleicht identisch mit Kachenet (II.) und wurde Nachfolger seines Vaters als Gauverwalter im oberägyptischen Schlangengau.
Das Felsengrab der beiden hat im Norden einen Eingang, der zu einer langen Halle führt, die etwa 15 m lang ist und mit Reliefs dekoriert ist. Im Süden gibt es einen weiteren Gang der nach Osten und nach Westen führt und dabei im Westen eine Art Ausgang bildet. Die Reliefs in dem Felsengrab zeigen Kachenet und seine Frau vor dem Opfertisch, vor Rindern oder bei der Beaufsichtigung einer Werft.